# Josquin Desprez
Josquin Desprez [žoskén depré] (nebo Josquin des Prez, často pouze Josquin, případně nizozemsky Josken/Joseph Van De Velde a latinsky Josquinus/Jodocus Pratensis; asi 1440 – 27. srpna 1521) byl franko-vlámský renesanční hudební skladatel. Byl nejslavnějším evropským hudebním skladatelem mezi Dufayem a Palestrinou a je zpravidla považován za ústřední postavu franko-vlámské školy. Historici hudby ho často považují za prvního mistra vrcholného renesančního polyfonního stylu vokální hudby, který vznikal právě v době jeho života.
Během 16. století si Josquin postupně získával pověst největšího skladatele své doby a jeho mistrovská technika a výrazovost byly obdivovány a napodobovány. Autoři tak odlišní jako Baldassare Castiglione a Martin Luther psali o jeho reputaci a slávě, zatímco teoretici jako Heinrich Glarean and Gioseffo Zarlino měli za to, že jeho styl se nejvíce blíží k dokonalosti. Byl tak obdivován, že mu kopisté připisovali různé anonymní skladby, pravděpodobně aby šly lépe na odbyt. Josquinovi se připisuje nejméně 374 skladeb; po vzniku moderních analytických metod však bylo jeho autorství v mnoha případech zpochybněno na základě odlišného hudebního stylu nebo pramenných důkazů. Přes Josquinovu kolosální reputaci, která přetrvala až do počátku barokní éry a byla obnovena ve 20. století, je jeho životopis plný mezer a nevíme téměř nic o jeho osobnosti. Jediné dochované dílo, které by mohlo být psáno jeho vlastní rukou, je načrtnuto na zdi Sixtinské kaple a jediná soudobá zmínka o jeho charakteru se nachází v dopise ferrarskému vévodovi Ercolovi I. d'Este. Životy mnoha méně významných renesančních komponistů jsou zdokumentovány lépe než život Josquinův.
Josquin psal duchovní i světskou hudbu a využíval všechny významné vokální formy své doby, mše, moteta, šansony a frottoly. Ve své době byl oslavován jak za své melodické nadání, tak za využívání důmyslné techniky. Rád zkoušel řešit kompoziční problémy různými způsoby v po sobě následujících kompozicích podobně jako Igor Stravinskij více než 400 let později. Někdy psal ve strohém stylu bez jakékoli ornamentace, a jindy tvořil hudbu vyžadující od interpretů značnou virtuozitu. Heinrich Glarean napsal roku 1547, že Josquin nebyl jen „skvělým virtuózem“ (latinský originál lze ovšem přeložit i „vychloubačem“), ale byl schopen se projevit i jako „posměváček“ a používat účinně satiru. I když se soudobé josquinovské bádání zaměřuje na odstraňování skladeb – včetně některých nejslavnějších – z „Josquinova kánonu“ a jejich připisování jiným dobovým skladatelům, přesto i zbývající hudba patří k tomu nejvýznamnějšímu a nejtrvalejšímu z odkazu renesance.